# فرانسوا دوبويس
فرانسوا دوبويس (بالفرنسية: François Dubois)‏ هو رسام فرنسي، ولد في 1790 في باريس في فرنسا، وتوفي بنفس المكان في 1871.